# Novi Milanovac
Novi Milanovac (cyr. Нови Милановац) – wieś w Serbii, w okręgu szumadijskim, w mieście Kragujevac. W 2011 roku liczyła 404 mieszkańców.